# Gruppo Sportivo Roma Calcio Femminile 2011-2012
Questa voce raccoglie le informazioni riguardanti il Gruppo Sportivo Roma Calcio Femminile nelle competizioni ufficiali della stagione 2011-2012.

## Stagione
Nella stagione 2011-2012 il G.S. Roma Calcio Femminile ha disputato la Serie A, massima serie del campionato italiano femminile di calcio, per la ventunesima volta nella sua storia sportiva e la quarta dopo il suo ritorno al vertice del campionato, concludendo al quattordicesimo e ultimo posto con soli 9 punti conquistati in 26 giornate, frutto di 9 pareggi, 17 sconfitte e nessuna vittoria, risultato che la condanna alla retrocessione.
Nella Coppa Italia è sceso in campo sin dal primo turno, venendo subito eliminato dal torneo dalle concittadine della Res Roma, allora iscritta alla Serie A2, vincitrici per 2-0.

## Rosa
| N. |                   | Ruolo | Calciatrice          |
| -- | ----------------- | ----- | -------------------- |
|    | Italia (bandiera) | P     | Valentina Casaroli   |
|    | Italia (bandiera) | P     | Chiara Serafino      |
|    | Italia (bandiera) | P     | Emiliana Severino    |
|    | Italia (bandiera) | D     | Elisa Bartoli        |
|    | Italia (bandiera) | D     | Federica Bevilacqua  |
|    | Italia (bandiera) | D     | Eleonora Bischi      |
|    | Italia (bandiera) | D     | Eleonora Bussu       |
|    | Italia (bandiera) | D     | Benedetta De Angelis |
|    | Italia (bandiera) | D     | Sara Lucci           |
|    | Italia (bandiera) | D     | Giulia Toti          |
|    | Italia (bandiera) | C     | Alessandra Bossi     |
|    | Italia (bandiera) | C     | Noemi Carosi         |
|    | Italia (bandiera) | C     | Alessia Cutillo      |

| N. |                   | Ruolo | Calciatrice            |
| -- | ----------------- | ----- | ---------------------- |
|    | Italia (bandiera) | C     | Giulia D'Antoni        |
|    | Italia (bandiera) | C     | Roberta Duò            |
|    | Italia (bandiera) | C     | Federica Marzi         |
|    | Italia (bandiera) | C     | Elena Proietti         |
|    | Italia (bandiera) | C     | Ilenia Rossi           |
|    | Italia (bandiera) | C     | Paola Roversi          |
|    | Italia (bandiera) | C     | Valentina Simeone      |
|    | Italia (bandiera) | C     | Flaminia Simonetti     |
|    | Italia (bandiera) | C     | Maria Iole Volpi       |
|    | Italia (bandiera) | A     | Giulia Contu           |
|    | Italia (bandiera) | A     | Federica Jasmeen Giura |
|    | Italia (bandiera) | A     | Sabrina Marta Marchese |
|    | Italia (bandiera) | A     | Maria Ilaria Pasqui    |

## Calciomercato
| Acquisti | Acquisti               | Acquisti           | Acquisti   |
| R.       | Nome                   | a                  | Modalità   |
| -------- | ---------------------- | ------------------ | ---------- |
| D        | Sara Lucci             | Eurnova            | definitivo |
| C        | Roberta Duò            | Lazio CF           | definitivo |
| C        | Federica Marzi         | Wom. Civitavecchia | definitivo |
| C        | Paola Roversi          | Grifo Perugia      | definitivo |
| A        | Federica Jasmeen Giura | Eurnova            | definitivo |

| Cessioni | Cessioni           | Cessioni         | Cessioni   |
| R.       | Nome               | a                | Modalità   |
| -------- | ------------------ | ---------------- | ---------- |
| P        | Beatrice Rea       | Lazio CF         | definitivo |
| D        | Roberta Filippozzi | Bardolino Verona | definitivo |
| D        | Gioia Masia        | Tavagnacco       | definitivo |
| C        | Elena Petrungaro   |                  | svincolata |
| C        | Alessia Tuttino    | Tavagnacco       | definitivo |
| A        | Pamela Gueli       | Juventus Torino  | definitivo |

## Risultati

### Serie A

#### Girone di andata
| Arbitro: | Francesco Cenami (Rieti) |

|              |           |                       |
| Proietti 57’ | Marcatori | 19’ Lotto 87’ Peretto |

| Roma 15 ottobre 2011 2ª giornata | Lazio CF                 | 0 – 0 referto | Roma CF | \| Arbitro: \| Filippo Vona (Frosinone) \| |
| Arbitro:                         | Filippo Vona (Frosinone) |               |         |                                            |

| Arbitro: | Daniele Frasca (Sulmona) |

|  |           |              |
|  | Marcatori | 79’ Sabatino |

| Arbitro: | Stefano Bortoluzzi (San Donà di Piave) |

|                        |           |                       |
| Gama 20’ Del Prete 67’ | Marcatori | 52’ Carosi 88’ Pasqui |

| Arbitro: | Andrea Saccoccio (Formia) |

|  |           |                                                          |
|  | Marcatori | 35’, 51’ Gabbiadini 50’ Toselli 56’ Rocha 74’ Di Criscio |

| Arbitro: | Marco Lancia (Foligno) |

|                                                                   |           |  |
| Ferrati 6’ Orlandi 28’ Salvatori Rinaldi 48’ Guagni 65’ Manna 80’ | Marcatori |  |

| Arbitro: | Luca Noè Marseglia (Milano) |

|                                 |           |            |
| Fuselli 59’ Panico 76’ Tona 84’ | Marcatori | 78’ Pasqui |

| Arbitro: | Raffaele Agrò (Terni) |

|                         |           |                      |
| Bartoli 49’ Barreca 80’ | Marcatori | 41’ Piva 93’ Laddaga |

| Arbitro: | Marco Trinchieri (Milano) |

|                              |           |            |
| Scarpellini 41’ Piccinno 50’ | Marcatori | 83’ Pasqui |

| Arbitro: | Giorgio Ermanno Minafra (Roma) |

|            |           |                           |
| Pasqui 31’ | Marcatori | 25’ Adegoke 75’ Carminati |

| Arbitro: | Nicolò Marini (Trieste) |

|                                                              |           |           |
| Mauro 8’ Brumana 25’, 61’, 77’ Zitter 69’ Bartoli 88’ (aut.) | Marcatori | 66’ Lucci |

| Arbitro: | Andrea Zingarelli (Siena) |

|  |           |                      |
|  | Marcatori | 10’ Zorri 65’ Sodini |

| Arbitro: | Andrea Bendandi (Ravenna) |

|                                                  |           |  |
| Dulbecco 40’ (rig.) Mastrovincenzo 60’ Prost 79’ | Marcatori |  |

#### Girone di ritorno
| Arbitro: | Vittorio Di Gioia (Nola) |

|                |           |            |
| Pasqualato 43’ | Marcatori | 14’ Bischi |

| Arbitro: | Manuel Volpi (Arezzo) |

|             |           |                                   |
| Barreca 17’ | Marcatori | 50’ Pecchia 71’ (rig.) Berarducci |

| Arbitro: | Cosimo Cataldo (Bergamo) |

|                       |           |  |
| Sabatino 23’ Boni 72’ | Marcatori |  |

| Arbitro: | Michele Somma (Castellamare di Stabia) |

|                       |           |                            |
| Barreca 41’ Marzi 83’ | Marcatori | 10’ Vicchiarello 56’ Lavia |

| Arbitro: | Francesca Campagnolo (Bassano del Grappa) |

|                                                                                           |           |              |
| Rocha 10’ (37) Gabbiadini 13’, 58’ Girelli 19’ Proietti 20’ (aut.) Carissimi 59’ Pini 77’ | Marcatori | 93’ Marchese |

| Arbitro: | Giuseppe Mansi (Nocera Inferiore) |

|  |           |                 |
|  | Marcatori | 58’, 92’ Guagni |

| Arbitro: | Michele Frasca (Sulmona) |

|           |           |                                         |
| Marzi 79’ | Marcatori | 10’ Maglia 52’, 67’ Iannella 87’ Panico |

| Arbitro: | Alex Cavallina (Parma) |

|            |           |             |
| Sironi 50’ | Marcatori | 75’ Barreca |

| Arbitro: | Filippo Vona (Frosinone) |

|                     |           |              |
| Bernardi 15’ (aut.) | Marcatori | 89’ Piccinno |

| Arbitro: | David Capelli (Bergamo) |

|            |           |              |
| Coppola 9’ | Marcatori | 25’ Marchese |

| Arbitro: | Gianmarco Capezzi (San Giovanni Valdarno) |

|           |           |                                                        |
| Volpi 70’ | Marcatori | 3’ Parisi 6’, 60’ Brumana 12’, 35’ Riboldi 79’ Bonetti |

| Arbitro: | Claudio Gualtieri (Asti) |

|                                     |           |         |
| Sodini 2’, 30’, 31’, 75’ Salvai 35’ | Marcatori | 60’ Duò |

| Roma 19 maggio 2012 26ª giornata | Roma CF               | 0 – 0 referto | Riviera di Romagna | Stadio Franco Beltrame\| Arbitro: \| Raffaele Agrò (Terni) \| |
| Arbitro:                         | Raffaele Agrò (Terni) |               |                    |                                                               |

### Coppa Italia

#### Primo turno
| Arbitro: | Matteo Marchetti (Ostia Lido) |

|       |           |  |
| Nagni | Marcatori |  |

## Statistiche

### Statistiche di squadra
| Competizione | Punti | In casa | In casa | In casa | In casa | In casa | In casa | In trasferta | In trasferta | In trasferta | In trasferta | In trasferta | In trasferta | Totale | Totale | Totale | Totale | Totale | Totale | DR  |
| Competizione | Punti | G       | V       | N       | P       | Gf      | Gs      | G            | V            | N            | P            | Gf           | Gs           | G      | V      | N      | P      | Gf     | Gs     | DR  |
| ------------ | ----- | ------- | ------- | ------- | ------- | ------- | ------- | ------------ | ------------ | ------------ | ------------ | ------------ | ------------ | ------ | ------ | ------ | ------ | ------ | ------ | --- |
| Serie A      | 9     | 13      | 0       | 4       | 9       | 10      | 31      | 13           | 0            | 5            | 8            | 10           | 39           | 26     | 0      | 9      | 17     | 20     | 70     | -50 |
| Coppa Italia | -     | 0       | 0       | 0       | 0       | 0       | 0       | 1            | 0            | 0            | 1            | 0            | 2            | 1      | 0      | 0      | 1      | 0      | 2      | -2  |
| Totale       | -     | 13      | 0       | 4       | 9       | 10      | 31      | 14           | 0            | 5            | 9            | 10           | 41           | 27     | 0      | 9      | 18     | 20     | 72     | -52 |

### Statistiche delle giocatrici
| Giocatore      | Serie A  | Serie A | Serie A     | Serie A    | Coppa Italia | Coppa Italia | Coppa Italia | Coppa Italia | Totale   | Totale | Totale      | Totale     |
| Giocatore      | Presenze | Reti    | Ammonizioni | Espulsioni | Presenze     | Reti         | Ammonizioni  | Espulsioni   | Presenze | Reti   | Ammonizioni | Espulsioni |
| -------------- | -------- | ------- | ----------- | ---------- | ------------ | ------------ | ------------ | ------------ | -------- | ------ | ----------- | ---------- |
| A. Barreca     | 25       | 4       | 6           | 0          | ?            | ?            | ?            | ?            | 25+      | 4+     | 6+          | 0+         |
| E. Bartoli     | 24       | 1       | 4           | 1          | ?            | ?            | ?            | ?            | 24+      | 1+     | 4+          | 1+         |
| F. Bevilacqua  | 5        | 0       | 0           | 0          | ?            | ?            | ?            | ?            | 5+       | 0+     | 0+          | 0+         |
| E. Bischi      | 25       | 1       | 3           | 0          | ?            | ?            | ?            | ?            | 25+      | 1+     | 3+          | 0+         |
| A. Bossi       | 0        | 0       | 0           | 0          | ?            | ?            | ?            | ?            | 0+       | 0+     | 0+          | 0+         |
| E. Bussu       | 0        | 0       | 0           | 0          | ?            | ?            | ?            | ?            | 0+       | 0+     | 0+          | 0+         |
| N. Carosi      | 14       | 2       | 3           | 1          | ?            | ?            | ?            | ?            | 14+      | 2+     | 3+          | 1+         |
| V. Casaroli    | 22       | -55     | 2           | 2          | ?            | ?            | ?            | ?            | 22+      | -55+   | 2+          | 2+         |
| G. Contu       | 1        | 0       | 0           | 0          | ?            | ?            | ?            | ?            | 1+       | 0+     | 0+          | 0+         |
| A. Cutillo     | 12       | 0       | 0           | 0          | ?            | ?            | ?            | ?            | 12+      | 0+     | 0+          | 0+         |
| G. D'Antoni    | 5        | 0       | 0           | 0          | ?            | ?            | ?            | ?            | 5+       | 0+     | 0+          | 0+         |
| B. De Angelis  | 20       | 0       | 3           | 0          | ?            | ?            | ?            | ?            | 20+      | 0+     | 3+          | 0+         |
| R. Duò         | 19       | 1       | 0           | 0          | ?            | ?            | ?            | ?            | 19+      | 1+     | 0+          | 0+         |
| F. Giura       | 20       | 0       | 0           | 0          | ?            | ?            | ?            | ?            | 20+      | 0+     | 0+          | 0+         |
| S. Lucci       | 19       | 1       | 2           | 0          | ?            | ?            | ?            | ?            | 19+      | 1+     | 2+          | 0+         |
| S. M. Marchese | 16       | 2       | 0           | 0          | ?            | ?            | ?            | ?            | 16+      | 2+     | 0+          | 0+         |
| F. Marzi       | 18       | 2       | 0           | 1          | ?            | ?            | ?            | ?            | 18+      | 2+     | 0+          | 1+         |
| M. I. Pasqui   | 14       | 4       | 2           | 0          | ?            | ?            | ?            | ?            | 14+      | 4+     | 2+          | 0+         |
| E. Proietti    | 25       | 1       | 0           | 0          | ?            | ?            | ?            | ?            | 25+      | 1+     | 0+          | 0+         |
| I. Rossi       | 1        | 0       | 0           | 0          | ?            | ?            | ?            | ?            | 1+       | 0+     | 0+          | 0+         |
| P. Roversi     | 10       | 0       | 0           | 0          | ?            | ?            | ?            | ?            | 10+      | 0+     | 0+          | 0+         |
| C. Serafino    | 1        | -1      | 0           | 0          | ?            | ?            | ?            | ?            | 1+       | -1+    | 0+          | 0+         |
| E. Severino    | 3        | -11     | 0           | 0          | ?            | ?            | ?            | ?            | 3+       | -11+   | 0+          | 0+         |
| V. Simeone     | 3        | 0       | 0           | 0          | ?            | ?            | ?            | ?            | 3+       | 0+     | 0+          | 0+         |
| F. Simonetti   | 2        | 0       | 0           | 0          | ?            | ?            | ?            | ?            | 2+       | 0+     | 0+          | 0+         |
| G. Toti        | 12       | 0       | 2           | 0          | ?            | ?            | ?            | ?            | 12+      | 0+     | 2+          | 0+         |
| M. I. Volpi    | 21       | 1       | 0           | 0          | ?            | ?            | ?            | ?            | 21+      | 1+     | 0+          | 0+         |